# سیلازاپریل
سیلازاپریل (Cilazapril) یک داروی مهارکننده آنزیم تبدیل کننده آنژیوتانسین (مهارکننده ACE) است که برای درمان فشارخون بالا و نارسایی احتقانی قلب به کار می‌رود. این دارو تحت نام‌های تجاری مختلفی ازجمله Inhibace , Vascace و Dynorm به فروش می‌رسد. این ترکیب دارای هشت ایزومر فضایی است که تنها فرم all-S دارای کاربرد پزشکی است.